# Eisack
De Eisack (Italiaans: Isarco) is de op een na langste rivier in het Italiaanse Trentino-Zuid Tirol, na de Adige. De rivier ontspringt dicht bij de Brennerpas, op een hoogte van circa 2000 meter boven zeeniveau. Na ongeveer 95 kilometer, ten zuiden van Bozen, voegt het water van de rivier zich bij dat van de Etsch (Italiaans: Adige) op zo'n 235 meter boven de zeespiegel. Het gebied dat de rivier ontwatert bedraagt in oppervlakte circa 4200 km².

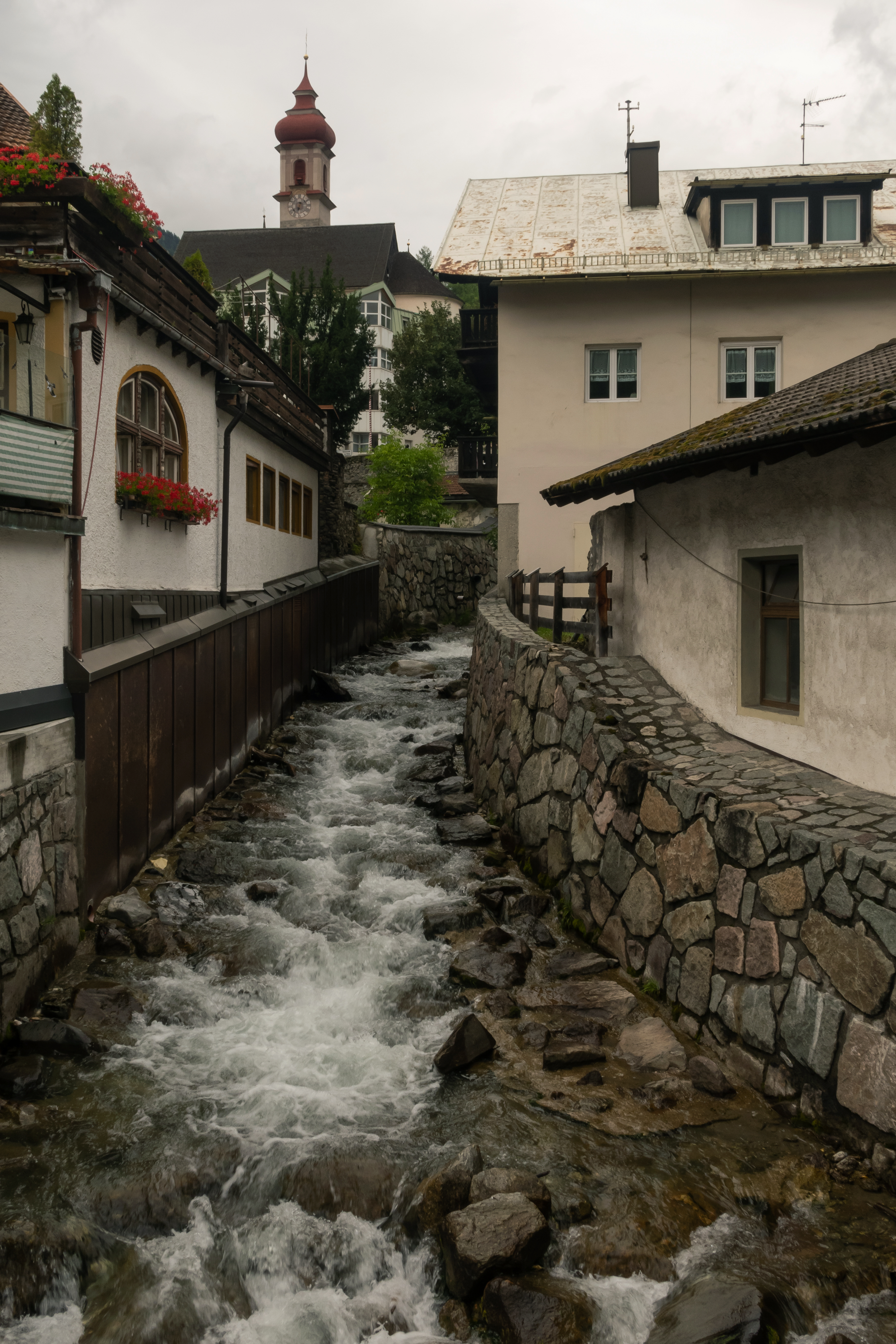
De Eisack met kerktoren (die Pfarrkirche zur Unbefleckten Empfängnis)

Langs de rivier liggen de plaatsen Sterzing, Franzensfeste, Brixen, Klausen, Waidbruck en de hoofdstad van de provincie Zuid-Tirol, Bozen. Hier mondt de rivier Talfer (Talvera) uit het Sarntal uit in de Eisack. Andere kleine rivieren die uitmonden in de Eisack zijn de Ridnauer Bach, de Pflerscher Bach, de Pfitscher Bach, de Rienz, de Villnösser Bach, de Grödner Bach, de Braibach of Tierser Bach en de Eggentaler Bach.
De rivier heeft een belangrijke functie bij de productie van elektriciteit. Hiervoor zijn dammen en waterkrachtcentrales gebouwd bij Franzensfeste, Klausen en Waidbruck.
- Bibliothèque nationale de France: cb12360651r (data)
- Gemeinsame Normdatei: 4013995-5
- Library of Congress Control Number: sh85068333
- Nationale Bibliotheek van Israël: 987007563058205171
- Virtual International Authority File: 2875148574388724430001